# Campeonato Europeu de Ginástica Artística de 2004 - Resultados masculinos
Os resultados masculinos do Campeonato Europeu de Ginástica Artística de 2004 contaram com todas as provas.

## Resultados

### Individual geral
Finais
| Posição           | Ginasta                 | Total  |
| ----------------- | ----------------------- | ------ |
| Medalha de ouro   | ROM Marian Dragulescu   | 56,798 |
| Medalha de prata  | ESP Rafael Martínez     | 56,711 |
| Medalha de bronze | BLR Denis Savenkov      | 56,161 |
| 4                 | UKR Roman Zozulia       | 55,849 |
| 5                 | GRC Vlasios Maras       | 54,898 |
| 6                 | CZE Martin Konecny      | 54,861 |
| 7                 | CHE Niki Boeschenstein  | 54,799 |
| 8                 | ISR Pavel Gofman        | 54,312 |
| 9                 | LAT Igors Vihrovs       | 54,274 |
| 10                | BEL Guenther Couckhuyt  | 53,536 |
| 11                | GER Thomas Andergassen  | 53,374 |
| 12                | GBR Ross Brewer         | 53,360 |
| 13                | FIN Jani Tanskanen      | 53,061 |
| 14                | LTU Linas Gaveika       | 53,049 |
| 15                | RUS Nikolai Kryukov     | 52,950 |
| 16                | FIN Sami Aalto          | 52,798 |
| 17                | LUX Sascha Palgen       | 52,573 |
| 18                | ARM Vahag Stepanyan     | 52,449 |
| 19                | SVK Samuel Piasecky     | 51,798 |
| 20                | ARM Artyom Avetyan      | 51,723 |
| 21                | ARM Jan Petrovic        | 51,437 |
| 22                | POR Filipe Bezugo       | 50,736 |
| 23                | SLO Blaz Puljic         | 50,375 |
| 24                | ISL Runar Alexandersson | 50,075 |

| Pos.              | Ginasta               | Pts   |
| ----------------- | --------------------- | ----- |
| Medalha de ouro   | ROM Marian Dragulescu | 9,775 |
| Medalha de prata  | BUL Jordan Jovtchev   | 9,737 |
| Medalha de bronze | ESP Rafael Martínez   | 9,675 |
| 4                 | HUN Robert Gal        | 9,500 |
| 5                 | CZE David Vyoral      | 9,475 |
| 6                 | ROM Ioan Silviu       | 9,450 |
| 7                 | LAT Igors Vihrovs     | 9,400 |
| 8                 | BLR Denis Savenkov    | 8,825 |

| Pos.              | Ginasta                 | Pts   |
| ----------------- | ----------------------- | ----- |
| Medalha de ouro   | ROM Ioan Suciu          | 9,725 |
| Medalha de prata  | ITA Alberto Busnari     | 9,712 |
| Medalha de bronze | HUN Krisztian Berki     | 9,675 |
| 4                 | GER Thomas Andergassen  | 9,112 |
| 5                 | BLR Denis Savenkov      | 9,637 |
| 5                 | BLR Alexander Kruzhylov | 9,637 |
| 5                 | RUS Nikolai Kryukov     | 9,637 |
| 8                 | ROM Marius Urzica       | 9,625 |

| Pos.              | Ginasta                  | Pts   |
| ----------------- | ------------------------ | ----- |
| Medalha de ouro   | RUS Alexander Safoshkin  | 9,775 |
| Medalha de ouro   | GBR Dimosthenis Tampakos | 9,775 |
| Medalha de bronze | ITA Matteo Morandi       | 9,750 |
| 4                 | BUL Jordan Jovtchev      | 9,712 |
| 5                 | NED Yuri van Gelder      | 9,700 |
| 6                 | UKR Roman Zozulia        | 9,650 |
| 6                 | CHE Andreas Schweizer    | 9,650 |
| 8                 | ITA Juri Chechi          | 9,600 |

| Pos.              | Ginasta               | Pts   |
| ----------------- | --------------------- | ----- |
| Medalha de ouro   | ROM Marian Dragulescu | 9,756 |
| Medalha de prata  | LAT Evgeni Sapronenko | 9,662 |
| Medalha de bronze | POL Leszek Blanik     | 9,586 |
| 4                 | BUL Filip Yanev       | 9,568 |
| 5                 | GBR Darren Gerrad     | 9,468 |
| 6                 | HUN Robert Gal        | 9,418 |
| 7                 | ROM Ioan Suciu        | 9,350 |
| 8                 | CZE Martin Konecny    | 9,093 |

| Pos.              | Ginasta                | Pts   |
| ----------------- | ---------------------- | ----- |
| Medalha de ouro   | UKR Roman Zozulia      | 9,775 |
| Medalha de prata  | UKR Valeri Goncharov   | 9,725 |
| Medalha de bronze | FRA Yann Cucherat      | 9,712 |
| 4                 | RUS Nikolai Kryukov    | 9,675 |
| 5                 | SLO Mitja Petkovšek    | 9,537 |
| 6                 | ROM Marius Urzică      | 9,512 |
| 7                 | GER Thomas Andergassen | 9,500 |
| 8                 | BLR Denis Savenkov     | 9,462 |

| Pos.              | Ginasta                | Pts   |
| ----------------- | ---------------------- | ----- |
| Medalha de ouro   | GRC Vlasios Maras      | 9,787 |
| Medalha de ouro   | SLO Aljaž Pegan        | 9,787 |
| Medalha de bronze | CHE Christoph Schaerer | 9,687 |
| 4                 | ESP Jesus Carballo     | 9,662 |
| 5                 | FRA Yann Cucherat      | 9,650 |
| 6                 | LTU Linas Gaveika      | 9,525 |
| 7                 | UKR Valeri Goncharov   | 8,737 |
| 8                 | ITA Enrico Pozzo       | 7,775 |

### Equipes
Finais
| Posição           | País         | Total   |
| ----------------- | ------------ | ------- |
| Medalha de ouro   | Roménia      | 171,084 |
| Medalha de prata  | Bielorrússia | 169,732 |
| Medalha de bronze | França       | 168,795 |
| 4                 | Rússia       | 168,560 |
| 5                 | Ucrânia      | 167,607 |
| 6                 | Alemanha     | 167,370 |
| 7                 | Espanha      | 167,246 |
| 8                 | Itália       | 167,083 |